# Berg (Linköping)
Berg is een plaats in de gemeente Linköping in het landschap Östergötland en de provincie Östergötlands län in Zweden. De plaats heeft 1229 inwoners (2005) en een oppervlakte van 110 hectare.